# Lucie Aubrac (film)
Pour la personne qui a inspiré le film, voir Lucie Aubrac.
Pour les articles homonymes, voir Aubrac (homonymie).
Pour plus de détails, voir Fiche technique et Distribution.
Lucie Aubrac est un film français réalisé par Claude Berri, sorti en 1997.

## Synopsis
Le film retrace divers instants de la vie de Lucie Aubrac et de son mari Raymond en 1943 et 1944, dans la région lyonnaise, pendant l'occupation allemande. Après le sabotage d'un train militaire, Raymond et trois de ses acolytes sont arrêtés, mais l'accusation se cantonnera à du marché noir de denrées alimentaires et ils seront finalement libérés. Il est à nouveau arrêté lors d'un coup de filet de la Gestapo lyonnaise, dirigée par Klaus Barbie, à l'occasion d'une réunion importante de la Résistance, dont l'objectif est de réorganiser sa direction. En même temps que Raymond, une dizaine d'hommes sont arrêtés, dont « Max » (Jean Moulin). 
Lucie va dès lors utiliser tous les stratagèmes pour approcher son mari et organiser l'attaque destinée à le libérer. Après un premier échec, lors d'un transfert de Raymond vers l'hôpital, à cause d'un véhicule capricieux, Lucie ne se décourage pas et imagine un nouveau plan.
Alors qu'ils sont mariés depuis décembre 1939, mais ne l'étant pas sous leur fausse identité, elle demande ainsi, comme elle en a le droit, à épouser Raymond malgré sa détention et sa condamnation à mort par les Allemands, ce qui lui est accordé.
Après avoir épousé Lucie dans une rapide cérémonie à la Kommandantur, alors qu'il est dans le camion qui le ramène à sa prison, il est libéré lors de l'attaque du camion par Lucie et un commando bien armé et organisé, qui profite d'une côte pour attaquer le camion en utilisant des armes munies de silencieux.
Enfin libres et réunis, Lucie qui est enceinte, Raymond et leur fils s'envolent clandestinement de nuit vers Londres, où ils poursuivront le combat.

## Fiche technique
- Titre : Lucie Aubrac
- Réalisation : Claude Berri, assisté de Frédéric Auburtin
- Scénario : Claude Berri, d'après le livre de Lucie Aubrac Ils partiront dans l'ivresse : Lyon, mai 43, Londres, février 44, paru en 1984
- Musique : Philippe Sarde
- Photographie : Vincenzo Marano
- Cadre : Marc Koninckx
- Montage : Hervé de Luze
- Décors : Olivier Radot
- Costumes : Sylvie Gautrelet
- Production : Pierre Grunstein
- Pays de production :  France
- Format : couleurs
- Genre : drame, biographique
- Durée : 115 minutes
- Budget : 140 millions de francs[1]
- Date de sortie : 26 février 1997

## Distribution
- Carole Bouquet : Lucie Aubrac
- Daniel Auteuil : Raymond Aubrac
- Patrice Chéreau : Max (Jean Moulin)
- Jean-Roger Milo : Maurice
- Éric Boucher : Serge Ravanel
- Heino Ferch : Klaus Barbie
- Bernard Verley : Charles-Henri
- Jean Martin : Paul Lardanchet
- Marie Pillet : Marie
- Maxime Henry : Booboo, le fils de Lucie et Raymond
- Alain Maratrat (en) : André Lassagne
- Franck de la Personne : Henri Aubry
- Pascal Greggory : René Hardy
- Jean-Claude Bourbault : Albert Lacaze
- Jean-Louis Richard : Mr. Henry
- Grégoire Oestermann : Pierrot
- Jacques Bonnaffé : Pascal
- Hubert Saint-Macary : Dr. Dugoujon
- Julia Levy-Boeken : Julia
- Andrzej Seweryn : Lt. Schlondorff
- Roland Amstutz : le procureur
- Bernard Musson : l'employé de la morgue
- Marie-France Santon : la femme en rouge
- Jean-Claude Grumberg : le père de Raymond
- Daniele Goldmann : la mère de Raymond
- Alain Sachs : Claude
- Olga Grumberg : Judith

## Lieux de tournage
- Lyon (fort de Loyasse, montée de l'Observance (attaque du convoi), avenue Esquirol (domicile de la famille Aubrac), rue Joseph Serlin (boutique), place des Terreaux, prison Montluc, parc de la Tête d'Or[2]...) et périphérie ;
- Caluire-et-Cuire
- Tournus
- Cuisery
- Bugey
- Frémainville
- Château de Franconville
- Paris

## Production
Le livre Ils partiront dans l'ivresse de Lucie Aubrac avait déjà été adapté au cinéma en 1992, dans le film Boulevard des hirondelles, qui était passé inaperçu du public français.
À l'origine Juliette Binoche devait interpréter le rôle de Lucie Aubrac, mais le réalisateur et elle se sont séparés pour divergence artistique après trois mois de tournage.
Le film prend plusieurs libertés par rapport à la réalité historique. Ainsi, Raymond Aubrac n'a jamais participé à un déraillement de convoi. Plusieurs critiques reprochent au film d'occulter des éléments clivants, comme l'engagement avant guerre à l'extrême-gauche des époux Aubrac ou les conflits au sein même de la Résistance, qui se trouve idéalisée.
Le film relance le débat sur le rôle de René Hardy dans l'arrestation de Jean Moulin à Caluire-et-Cuire. La famille de ce dernier porte plainte contre Claude Berri, accusant le film de faire porter sans preuves la responsabilité de l'arrestation de 1943 à Hardy. En juin 1999, Berri et sa société Renn productions sont alors condamnés à payer solidairement 40 000 francs à la famille Hardy, ainsi qu'à faire apparaître sur les différents supports du film la mention des deux acquittements de René Hardy, en 1947 et 1950.

## Accueil
Le film réalise 1 693 840 entrées en France. Il devint le film sur la Résistance le plus vu en France, mais son résultat au box-office annuel est en deçà des attentes.
Le film a été présenté en sélection officielle en compétition lors de Berlinale 1997,.